# Aldéhyde caféique
L'aldéhyde caféique est un composé phytochimique de la famille des phénylpropanoïdes, de formule C9H8O3. Il dérive de l'acide cinnamique via l'aldéhyde cinnamique (structure similaire à ce dernier avec deux groupes hydroxyle sur le cycle benzénique) ou l'acide caféique. Il est  présent dans les diverses parties d'un grand nombre de plantes, par exemple les graines de Phytolacca americana. 